# Celeuthetini
Tribu
Taxons de rang inférieur
- Celeuthetina Lacordaire, 1863
- Isopterina Morimoto & Kojima, 2001

Les Celeuthetini sont une tribu de coléoptères de la famille des Curculionidae et de la sous-famille des Entiminae. 

## Liste des genres
Acoptorrhynchus - 
Albertisius - 
Apiezonotus - 
Apirocalodes - 
Apirocalus - 
Apotomorhamphus - 
Arrhaphogaster - 
Atactoglymma - 
Atactophysis - 
Aulacophrys - 
Behrensiellus - 
Bonthaina - 
Borneobius - 
Borodinophilus - 
Brachynedus - 
Calidiopsis - 
Celeuthetes - 
Choerorhamphus - 
Cnemidothrix - 
Colpomus - 
Coptorhynchus - 
Cyrtetes - 
Ectemnomerus - 
Elytrocheilas - 
Enaptomias - 
Eupyrgops - 
Grammicodes - 
Guineobius - 
Hellerrhinus - 
Heteroglymma - 
Hypotactus - 
Idiopsodes - 
Javaulius - 
Kietana - 
Kokodanas - 
Levoecus - 
Lophothetes - 
Machaerostylus - 
Mesocoptus - 
Microthetes - 
Moluccobius - 
Mutilliarius - 
Nanyozo - 
Neopyrgops - 
Nothes - 
Oeidirrhynchus - 
Ogasawarazo - 
Opterus - 
Oribius - 
Pachyrhynchidius - 
Parasphenogaster - 
Paratactus - 
Peteinus - 
Philicoptus - 
Phraotes - 
Picronotus - 
Piezonotus - 
Platyacus - 
Platysimus - 
Platyspartus - 
Pseudottistira - 
Pteros - 
Pyrgops - 
Resites - 
Samobius - 
Sphaeropterus - 
Sphaerorhinus - 
Sphenogaster - 
Strotus - 
Tarunus - 
Temnogastrus - 
Tetragynetes - 
Thompsoniella - 
Trigonops - 
Trigonospartus - 
Zeugorrhinus